# Преображенская верфь
Преображенская верфь — верфь в подмосковном селе Преображенское, на которой были построены первые русские галеры для второго Азовского похода Петра I, положившие начало созданию отечественного регулярного военного флота в России.

## История
Юные годы царевич Пётр вместе с матерью проживал в подмосковном селе Преображенском. Здесь он в 1683 году завёл свои потешные полки, в 1684 году построил «потешный городок». Недалеко от городка река Яуза была запружена плотиной для подъёма воды, где была построена пильная мельница.
В мае 1688 года Пётр нашёл в подмосковном селе Измайлово в амбаре боярина Н. И. Романова старый ботик. Учитель царевича по геометрии и фортификации Франц Тиммерман нашёл мастера Карштена Брандта для ремонта судна. Ботик был перевезён в село Преображенское, где Брандт починил судно, оснастил его мачтой и парусами, и стал первым наставником Петра в морском деле.

### Голландская галера в Преображенском
В 1694 году царь Пётр, во время второго посещения Архангельска, заказал амстердамскому торговцу Н. Витсену, находившемуся тогда в России, приобрести 32-весельную галеру для плавания по Волге и Каспийскому морю. Галеру предполагалось построить в Амстердаме, а затем в разобранном виде доставить в Россию.
В 1695 году галера, в разобранном по частям виде, вместе с корабельными принадлежностями (паруса, якорь, компас и др.), тремя мортирами и бомбами, была доставлена на торговых судах из Голландия в Архангельск, затем водным путём по Северной Двине в Вологду, оттуда на особо устроенных 20 дровнях перевезена в ноябре 1695 года в подмосковное село Преображенское на лесопильную мельницу. Вместе с галерой прибыли иноземный мастер для её сборки.

### Первые русские галеры
После неудачи в первом Азовском походе Пётр принял решение готовиться к новым военным компаниям против Османской империи и повторной осаде Азова. 30 ноября 1695 года Пётр I писал из Москвы губернатору Архангельска Ф. М. Апраксину: «… По возвращении от не взятия Азова с консилии гг. генералов указано мне к будущей войне делать галеи, для чего удобно мне быть шхип-тимерманам всем от вас сюды, понеже они сие зимнее время туне будут препровождать, а здесь в то время могут тем временем великую пользу к войне учинить…». На верфях Воронежа и в Преображенском было развёрнуто масштабное строительство судов.
Для исполнения «консилии» село Преображенское было превращено в верфь. Голландская галера, получившая впоследствии название галера Ф. Лефорта, (на этой галере Ф. Я. Лефорт нёс свой флаг), послужила моделью для создания частей русских галер зимой 1695—1696 года. Строили галеры солдаты Преображенского и Семёновского полков, а также артель 24 плотников Осипа Щеки из Вологды и артель 8 плотников Якова Иванова из Нижнего Новгорода, а также другие плотники. Многие солдаты «потешных полков» имели некоторые навыки в кораблестроении, приобретённые на постройке судов для «потешной флотилии» на Переяславском озере. Пётр по примеру своего учителя Ф. Тимермана именовал этих строителей «шхипманами». Среди них были Гаврила Меньшиков и Федосей Скляев — ставшие впоследствии известными кораблестроителями.
Царь торопился с постройкой галер, на что Лефорт отписывал ему в Воронеж: «А на пилавной мельнице работают денно и ночно, и доски готовят и пришлём к вашей милости». Однако, из-за спешки пришлось использовать для постройки галер сырой лес; из такого же леса готовили на местной лесопильной мельнице доски для обшивки галер. Так же в Преображенском делали канаты, которые позже тоже увозили на воронежскую верфь.
Двухмачтовые галеры имели длину более 38 м и ширину свыше 9 м, их артиллерийское вооружение состояло из трёх 3- 5-фунтовых пушек, экипаж каждой галеры составлял свыше 130 человек. В феврале 1696 года все 22 галеры и 4 брандера в разобранном виде на более чем 10 тысячах подводах были перевезены санным путём из с. Преображенское в Воронеж, где были собраны и спущены на воду весной того же года. Кроме головной русской галеры «Принципиум», остальные суда не имели названий, и числились в списках по фамилиям своих первых командиров. Среди них были: 28-баночные галеры вице-адмирала Ю. С. Лимы, капитана А. Вейде, капитана Б. Пристава, капитана А. Быковского, капитана Ф. Хотунского, капитана А. А. Гротта, 30-баночные галеры шаутбенахта Б. Е. де Лозиера и капитана Якова Брюса, 32-баночные галеры капитана Д. Инглиса, капитана П. Кунингама, 34-баночные галеры капитана И. Ю. Трубецкого, капитана Буларта, капитана Гасениуса, 36-баночные галеры капитана Ив. Хотунского, капитана А. Олешева, капитана В. Ушакова, капитана Н. И. Репнина, капитана Романа Брюса, капитана В. Турлавиля, 36-баночные галеры капитана И. Шмидта
Все галеры приняли участие во втором Азовском походе, который принёс первую победу. Однако, из-за того, что галеры были построены из сырого леса, к 1699 году все они пришли в негодность. Строительство судов на Преображенской верфи было прекращено.